# Пианеца
Пианѐца (на италиански: Pianezza; на пиемонтски: Pianessa, Пианъса) е град и община в Метрополен град Торино, регион Пиемонт, Северна Италия. Разположен е на 325 m надморска височина. Населението на общината е 15 534 души, от които 564 са чужди граждани.